# Ambrosia grayi
Ambrosia grayi là một loài thực vật có hoa trong họ Cúc. Loài này được (A.Nelson) Shinners mô tả khoa học đầu tiên năm 1949.